# Aeroportul Bolaang
Aeroportul Bolaang (IATA: BJG) este un aeroport din Sulawesi Utara⁠(d), Indonezia.
Situat la o altitudine de 11 m, aeroportul dispune de o singură pistă.